# Ghacks
Сайт: www.ghacks.net
Ghacks technology news — это технологический блог, созданный Мартином Бринкманом в октябре 2005 года. Его основное внимание уделяется советам по веб-браузерам и Windows, программному обеспечению, руководствам и обзорам.

## История
Ghacks был создан в 2005 году как блог разработчиков программного обеспечения под названием Google Hacks. Проблемы с товарными знаками заставили основателя сайта выбрать ghacks в качестве доменного имени. Вскоре после этого тематика сайта сменилась, и Ghacks превратился из блога типа разработки в блог, ориентированный на программное обеспечение и онлайн-новости.
С 2008 по 2011 год на сайте проводилась ежегодная рождественская распродажа, в ходе которой читателям раздавалось коммерческое программное обеспечение.
Сайт Ghacks получили рекомендации от DL.TV, Diggnation и радио KNLS «Взгляд в Сеть с Мэри Вестхаймер».
Technorati включил Ghacks в список 100 лучших блогов как в категории «Общие технологии», так и в категории «Информационные технологии»; в сентябре 2013 года он занял 21-ю позицию в категории «Информационные технологии» и 68-ю в категории «Общие технологии» на Technorati.
В октябре 2019 года Ghacks была приобретена компанией Softonic.